# Ahmad al-Mansur

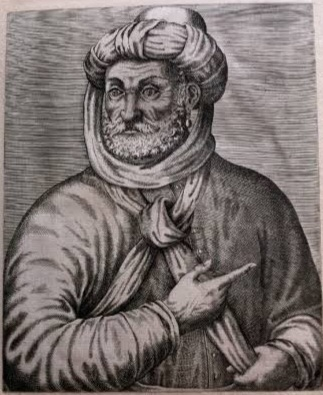
Ahmad al-Mansur, fiktives Porträt (17. Jh.)

Ahmad al-Mansūr (arabisch أبو العباس أحمد المنصور, DMG Abū l-ʿAbbās Aḥmad al-Manṣūr = „der Siegreiche“; * 1549 in Fès; † 25. August 1603 nahe Fès) war von 1578 bis zu seinem Tod der fünfte Sultan der Saadier-Dynastie in Marokko.

## Leben
Da sie in den Macht- und Thronkämpfen gegen Abdallah al-Galib (reg. 1557–1574) unterlegen waren, musste Ahmad al-Mansur zusammen mit seinem Bruder Abu Marwan Abd al-Malik im Jahr 1557 zu den Osmanen nach Istanbul fliehen. Er trat in osmanische Dienste und konnte mit deren Hilfe nach Marokko zurückkehren. Dort regierte der schwache Abu Abdallah (reg. 1574–1576), der jedoch von Abu Marwan Abd al-Malik (reg. 1576–1578) bezwungen werden konnte; dieser setzte Ahmad al-Mansur als Statthalter in Fès ein. Als der gestürzte Abu Abdallah im Jahr 1578 mit Hilfe der Portugiesen erneut die Macht erobern wollte, wurde das portugiesische Heer unter dem jungen König Sebastian am 4. August 1578 in der „Schlacht der drei Könige“ bei Ksar el Kebir im Norden Marokkos unter dem Kommando von Ahmad al-Mansur vernichtend geschlagen. Da Abu Abdallah fiel und Abu Marwan Abd al-Malik einer Krankheit erlag, wurde Ahmad al-Mansur neuer Herrscher.
Ahmad al-Mansur erkannte zunächst die Oberhoheit der Osmanen an, um die Angriffe türkischer Korsaren auf die marokkanische Küste zu beenden. Er begann mit dem Aufbau einer starken Armee aus Türken, Kabylen und Morisken, reorganisierte die Verwaltung und sanierte die Staatsfinanzen. Zur Förderung der Wirtschaft baute er die Handelsbeziehungen mit Europa aus, wobei England bevorzugt wurde.
Um auch Gewinne aus dem Transsaharahandel ziehen zu können, wurden bereits im Jahr 1584 die Salzminen von Taghaza in der Sahara unter marokkanische Kontrolle gebracht. Später wurde sogar ein Feldzug durch die Sahara unternommen um das Songhaireich zu zerschlagen und die Städte Timbuktu und Gao am Niger zu erobern (1590–1591). Zwar gelangte durch den erfolgreichen Feldzug große Beute nach Marokko, doch wurde durch die Zerschlagung des Songhaireiches der Handel in der westlichen Sahara eher gestört. Durch die Verlagerung des Transsaharahandels nach Tunis und Tripolis wurde der Handel Marokkos mit dem Sudan erheblich beeinträchtigt.

## Bauten und Kultur

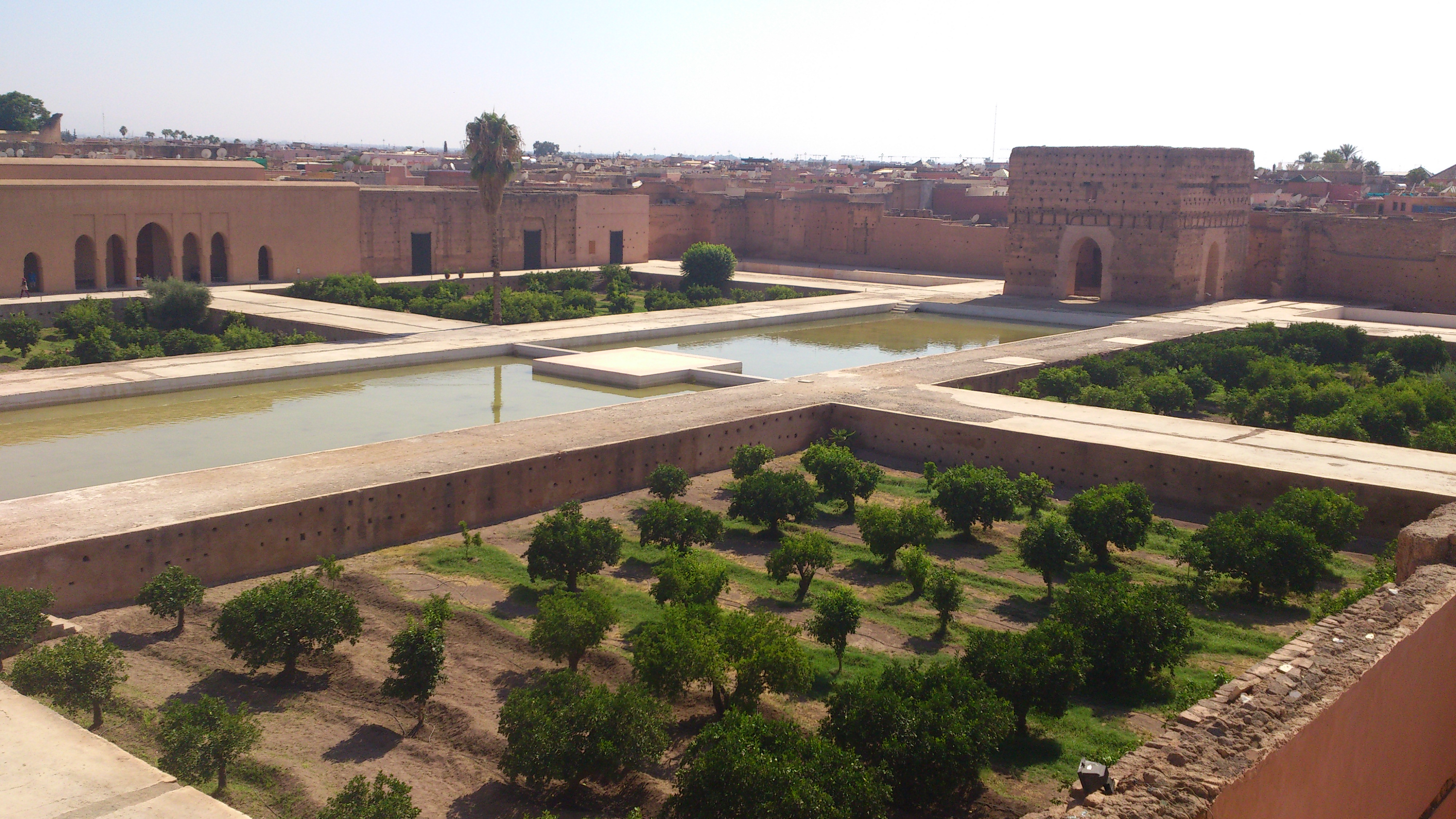
Der zentrale Hof und die Gebäude des unter Ahmad al-Mansur errichteten El-Badi-Palastes in Marrakesch wurden später von Mulai Ismail zum Bau seiner neuen Königsstadt Meknes ausgeschlachtet.

Neben der Förderung von Wissenschaft und Kultur kam es unter Ahmad al-Mansur zu einer starken Bautätigkeit – so wurde zum Beispiel die Festung Taza ausgebaut und auch die europäisch wirkenden Festungen Borj Nord und Borj Sud von Fès erweitert. Den Palast Qasr al-Badi in Marrakesch sollen Architekten aus Florenz errichtet haben. Auch der Bau der Kasbah von El Mansouria an der Atlantikküste geht auf seine Initiative zurück.
Zu den wichtigsten Gelehrten am Hofe Ahmad al-Mansūrs gehörten der Biograph und Panegyriker Schihāb ad-Dīn Ibn al-Qādī († 1616), der Literat Abd al-Azīz al-Fīschtālī († 1631/32), der gleichzeitig als Kanzleichef und Hofhistoriograph fungierte, und der Religionsgelehrte Muhammad ibn Qāsim al-Qassār († 1604), der als Mufti und Chatib an der Qarawiyīn-Moschee in Fès wirkte. Alle drei feierten sie Ahmad al-Mansūr in ihren Schriften als Kalifen und Mudschaddid.

## Tod und Nachfolge
Ahmad al-Mansur starb am 25. August 1603 während einer Pestepidemie. Mangels Nachfolgeregelung brachen in der Folge schwere Machtkämpfe unter seinen Söhnen Zaidan abu Maali, Abu Faris Abdallah und Muhammad al-Shaikh al-Ma’mun aus, die zu einer Spaltung der Dynastie in die Linien von Fès und Marrakesch führten. Diese Schwächung der Saadier führte zur Anarchie im Land, die dem Aufstieg der Dila-Bruderschaft und der Alawiden den Weg ebnete.